# Krzysztof Góralczyk
Krzysztof Zygmunt Góralczyk (ur. 1953) – polski polityk i przedsiębiorca; od 2006 do 2009 p.o. przewodniczącego Stronnictwa Demokratycznego, od 2013 do 2015 prezes Polskiego Stronnictwa Demokratycznego.

## Życiorys
Z zawodu jest przedsiębiorcą. W 2006 objął funkcję wiceprezesa Izby Rzemieślniczej Małej i Średniej Przedsiębiorczości w Szczecinie; został również wiceprzewodniczącym Wojewódzkiej Komisji Dialogu Społecznego oraz szefem Rady Spółdzielni Przedsiębiorców Budowlanych. 
W 1986 wstąpił do Stronnictwa Demokratycznego. W wyborach w 1991 bez powodzenia ubiegał się o mandat poselski z ramienia SD w województwie szczecińskim, uzyskując 209 głosów. W 1998 wybrano go na wiceprzewodniczącego partii (mandat przedłużany był do 2006). W 2006 przejął obowiązki prezesa po ustąpieniu Andrzeja Arendarskiego (pełnił je do 2009). Był autorem strategii rozwoju SD, przyjętej w połowie 2007 przez Radę Naczelną. Stał na czele struktur partyjnych w Szczecinie oraz Zachodniopomorskiej Rady Regionalnej SD. Przez krótki okres w 2009 pełnił obowiązki przewodniczącego Rady Naczelnej SD. Ze wszystkich stanowisk został odwołany przez frakcję związaną z Pawłem Piskorskim 24 października, co w listopadzie 2009 zaakceptował sąd rejestrowy (został też zawieszony w prawach członka partii). Według frakcji związanej z działaczami SD nieuznającymi przewodnictwa Pawła Piskorskiego nadal pełnił funkcję przewodniczącego Rady Naczelnej. Na XXIII nadzwyczajnym Kongresie SD, który odbył się 21 listopada 2009 w hotelu Marriott, powierzono mu również tymczasowe kierowanie zarządem partii. 13 grudnia 2010 Sąd Okręgowy w Warszawie wykreślił Pawła Piskorskiego z ewidencji partii politycznych jako przewodniczącego Stronnictwa Demokratycznego i wpisał w to miejsce Krzysztofa Góralczyka, jednak 7 marca 2011 (po odwołaniu się od tej decyzji przez Pawła Piskorskiego) Sąd Apelacjny uznał przewodnictwo Pawła Piskorskiego. 9 dni później powstało Stowarzyszenie Demokratyczne, w którym Krzysztof Góralczyk objął funkcję prezesa. 18 maja 2013 działacze tego stowarzyszenia powołali partię Polskie Stronnictwo Demokratyczne (zarejestrowaną 13 czerwca tego samego roku), w której Krzysztof Góralczyk również objął funkcję prezesa. Pełnił ją do 15 stycznia 2015, kiedy przeszedł na stanowisko przewodniczącego Rady Naczelnej partii.